# Gregg mot Georgia
Gregg mot Georgia var en rättegång i USA:s högsta domstol 1976, som förklarade att dödsstraff för mord var förenligt med USA:s konstitution, under förutsättning att särskilda processförutsättningar iakttagits under domstolsförfarandet.
Parterna var Troy Leon Gregg och delstaten Georgia.
Därigenom hävdes det moratorium för dödsstraff som rått sedan 1967 (då Luis Monge avrättades i Colorados gaskammare) och stadfästs formellt i Furman mot Georgia 1972. Avrättningar återupptogs sedan Gary Gilmore sköts av Utah 1977. Gregg själv flydde från Georgias statsfängelse natten före sin avrättning 1980 och dödades timmar senare i ett barslagsmål.